# Movimento Momentum
Il Movimento Momentum (in ungherese Momentum Mozgalom, abbreviato Momentum) è un partito politico ungherese di orientamento liberale e centrista.

## Storia
Momentum nacque nel 2016 come associazione, riuscendo a raccogliere oltre 266.000 firme in favore di un referendum sulla candidatura di Budapest per i giochi olimpici del 2024. Divenne ufficialmente un partito nel marzo 2017 e partecipò alle elezioni dell'anno successivo. Superando di poco il 3% dei suffragi, il partito non riuscì a entrare in parlamento. L'anno successivo, alle elezioni europee, Momentum ottenne quasi il 10%, risultando il terzo partito più votato ed eleggendo al parlamento europeo Anna Donáth e Katalin Cseh. Cseh venne anche eletta vicepresidente del gruppo parlamentare centrista Renew Europe.
Nelle elezioni parlamentari del 2022 il fronte delle opposizioni unito ottenne il 33.6% dei voti validi, risultando comunque perdente contro il 54.6% del partito di Orban (Fidezs).

## Risultati elettorali
| Elezione          | Voti                    | %                       | Seggi    |
| ----------------- | ----------------------- | ----------------------- | -------- |
| Parlamentari 2018 | 175.229                 | 3,1                     | 0 / 199  |
| Europee 2019      | 344.512                 | 9,9                     | 2 / 21   |
| Parlamentari 2022 | in Uniti per l'Ungheria | in Uniti per l'Ungheria | 11 / 199 |
| Europee 2024      | 169.082                 | 3,7                     | 0 / 21   |